# Grand-Sault
Ne doit pas être confondu avec Paroisse de Grand-Sault.
Grand-Sault (en anglais : Grand Falls) est une ville canadienne située dans le comté de Victoria, au nord-ouest du Nouveau-Brunswick. La ville tire son nom de ses chutes d'eau.
Le 1er janvier 2023 dans le cadre de réforme de la gouvernance locale menée par le gouvernement provincial, la Ville de Grand-Sault, le village de Drummond, la communauté rurale de Saint-André ainsi que les DSL de Grand-Sault et de Drummond ont été regroupés pour former la Municipalité régionale de Grand-Sault.
Les chiffres révisés du recensement n'ont pas été publiés.

## Toponyme
Les Malécites appelaient l'endroit Chibunikabit, ce qui signifie endroit destructeur ou géant destructeur, probablement en référence à la légende selon laquelle une jeune malécite, Malobiannah, conduit des Mohawks à leur perte dans les chutes. Les chutes furent appelées successivement le Grand Sault Saint-Jean Baptiste (1688), Checanekepeag (1689), Grand chutes de Saint-Jean (1762) puis Grand Sault. La ville porta le nom de Colebrook jusqu'en 1870, avant d'être renommée selon ses chutes d'eau. Grand-Sault est avec Cap-des-Caissie la seule municipalité au Nouveau-Brunswick ayant un nom officiellement bilingue, c'est-à-dire que le nom anglais Grand Falls peut être utilisé.

## Géographie

Situation de Grand-Sault dans le comté de Madawaska.

### Géographie physique

#### Situation
Grand-Sault est situé dans la vallée du fleuve Saint-Jean, dans le sud du Madawaska et le nord du Victoria, à 55 kilomètres à vol d'oiseau au sud-est d'Edmundston. La ville a une superficie de 18,06 km2.
Grand-Sault est établie dans un méandre du fleuve Saint-Jean faisant près d'un kilomètre de diamètre. La vallée du fleuve est très abrupte dans la région. Après le Grand Sault, haut de 23 mètres, s'étend la gorge, longue de 1,5 kilomètre et dont la profondeur atteint 70 mètres par endroits. Une centrale hydroélectrique est construite dans les chutes et un canal souterrain fait passer une partie du courant sous la ville. Dans le méandre, juste avant le Grand Sault, la Petite Rivière se jette en rive gauche du fleuve. Grand-Sault est situé dans les Appalaches. Le centre-ville est établi sur un plateau atteignant 160 mètres d'altitude. Les trois collines de la ville sont: la colline au sud-ouest (251 m), la colline Drummond (206 m) et la colline Waddell (150 m).
Le centre-ville s'étire le long de Broadway, dans le méandre. Le quartier du portage de Grand-Sault s'étend vers le sud, le long de la rue du Portage. Colebrook-Ouest, nommé ainsi d'après l'ancien nom de la ville, s'élève sur une colline à l'ouest. À l'est du centre-ville s'élève le quartier de la colline Drummond tandis qu'au nord se trouve le quartier de la colline Waddell. Encore plus à l'est se trouve Hennigar-Corner.
Grand-Sault est situé à la limite nord-ouest du comté de Victoria. La partie est de la ville, située sur la rive gauche du fleuve, est en fait dans le comté de Madawaska, à ne pas confondre avec la région éponyme. De plus, la ville est incluse uniquement dans le comté de Victoria lors du recensement. L'état américain du Maine, plus précisément le comté d'Aroostook, se trouve à l'ouest. Grand-Sault est limitrophe de Saint-André au nord, de la paroisse de Drummond à l'est, de la paroisse de Grand-Sault au sud, de Caswell à l'ouest et de Hamlin au nord-ouest.
Grand-Sault est généralement considérée comme faisant partie de l'Acadie.

### Géographie humaine

#### Voies de communication et transport
Grand-Sault possède un aérodrome public, dont le code OACI est CCK3. Il possède une piste longue de 3 000 pieds (0,9144 km).

#### Logement
(septembre 2024).
La ville comptait 2 622 logements privés en 2016, dont 2 385 occupés par des résidents habituels. Parmi ces logements, 58,9 % sont individuels, 4,4 % sont jumelés, 4,8 % sont en rangée, 8,6 % sont des appartements ou duplex, 20,1 % sont des immeubles de moins de cinq étages et 1,3 % sont des immeubles de plus de cinq étages. Enfin, 1,9 % des logements entrent dans la catégorie autres, tels que les maisons-mobiles. 66,5 % des logements sont possédés alors que 33,5 % sont loués. 75,7 % ont été construits avant 1986 et 9,2 % ont besoin de réparations majeures. Les logements comptent en moyenne 6,3 pièces et 0,4 % des logements comptent plus d'une personne habitant par pièce. Les logements ont une valeur moyenne de 128 977 $, comparativement à 119 549 $ pour la province.

## Histoire

### Origines
On ne sait pas précisément quand les Malécites s'y sont établis, mais la présence d'un village est connue. Des haches, des lances, des pointes de flèche et des harpons en pierre ainsi que des débris de poterie grossière datant de plusieurs milliers d'années ont été découverts sur les lieux. Les Malécites étaient nomades et faisaient peu d'agriculture. Ils occupaient toute la vallée du fleuve Saint-Jean et étaient ennemis des Mohawks. Ils faisaient partie de la confédération Wabanaki pour se défendre de ces derniers. La légende de Malabeanah raconte que, pour sauver son village d'une attaque des Mohawks qui la tenait captive, cette jeune Malécite se serait suicidée en dirigeant leur bateau directement dans les chutes d'eau. Les premiers contacts avec les Européens se firent au XVIIe siècle. Ils étaient alliés des Français, même s'il y avait parfois des trappeurs qui s'aventuraient illégalement dans leur territoire.
Grand-Sault fut mentionné pour la première fois dans un livre intitulé État présent de l'Église de la colonie française de la Nouvelle-France. Ecrit par Monseigneur de Saint-Vallier, il raconte son voyage en Acadie en 1686. Il écrit: « Le 16 mai nous arrivâmes à un endroit appelé Grand Sault St-Jean-Baptiste. Ici la rivière tombe furieusement, d'une hauteur de 60 pieds, formant une immense cascade qu'un épais brouillard enveloppe, le tumulte des chutes avertit de loin les navigateurs descendants en canots. ». Il note aussi la présence de quelques colons français dans la région. En 1695, le territoire s'étendant entre Grand-Sault et Médoctec fut concédé en seigneurie au Sieur René D'Amours. Il s'occupa peu de son domaine seigneurial et demeurait plutôt près de Sainte-Anne-des-Pays-Bas. Des missionnaires Récollets visitèrent Grand-Sault en 1691 alors qu'Antoine de Lamothe-Cadillac mentionne, en 1693, la présence d'un fort. Ce dernier servait au ravitaillement des voyageurs, qui devinrent plus nombreux à partir de la Guerre de Sept Ans.
En 1763, la Nouvelle-France (l'Acadie était britannique depuis 1713) passa totalement aux mains des Britanniques alors qu'une bonne partie de sa population avait été déportée par ces derniers. En 1783, les Loyalistes s'établirent en Acadie et la province du Nouveau-Brunswick fut créée l'année suivante pour les accueillir. Les Acadiens de Sainte-Anne-des-Pays-Bas et du bas de la vallée du fleuve furent ensuite expulsés de leurs terres et en juin 1785, un groupe décida de s'établir plus au nord, à Grand-Sault et dans le reste du Madawaska et ceci avec l'accord des Malécites.

### Fort Carleton
En 1791, Thomas Carleton, le gouverneur du Nouveau-Brunswick, fit construire un fort à Grand-Sault. Le Madawaska était alors disputé entre le Québec, le Nouveau-Brunswick et les États-Unis. La Guerre de 1812 démontra que les routes de la région n'étaient pas assez sûres et le gouvernement colonial du Nouveau-Brunswick décida, en 1875, de construire un chemin de Woodstock à Grand-Sault et d'améliorer l'accueil et la protection des voyageurs à Grand-Sault. En 1816, le gouvernement donna une subvention à deux colons pour qu'ils s'établissent entre Grand-Sault et Presque-Isle. En 1823, il y avait à Grand-Sault trois soldats ainsi que les familles des quatre frères Michaud, Isaac, David, Joseph et Dominique. Parmi les soldats qui résidèrent dans le village à l'époque figurent les sergents Waddell, Sterling et Watson. Seul Watson a des descendants dans la région. Le différend territorial culmina par la Guerre d'Aroostook en 1838 et le traité Webster-Ashburton, en 1842, donna Grand-Sault au Nouveau-Brunswick. En 1838, James Brown et George Hayward visitèrent Grand-Sault et y mentionnent la présence d'une scierie appartenant à John Caldwell où travaillent des Canadiens-français et des Acadiens. En 1840, le lieutenant Cavalie Mercer, un Anglais stationné à Woodstock, fit les premières peintures de la ville. En 1842, Grand-Sault fut inclus dans le canton de Colebrook, nommé en l'honneur du gouverneur du Nouveau-Brunswick, William MacBean George Colebrooke. Le premier arpentage fut fait pour l'armée britannique en 1844 par l'adjoint Gordon, alors que le colonel Beckwith conçut le plan de la ville, avec les rues Front, Broadway, Sheriff, Chapel, Basin, Manse orientées ouest-est et croisées perpendiculairement par les rues Main, Pleasant, Court, Church et Victoria. L'arpentage se fit à partir d'un gros orme à l'ouest, qui a maintenant disparu. Les lots furent quant à eux divisés en 1847 par l'ingénieur C. Inches.
Grand-Sault est le chef-lieu du comté de Victoria entre 1844 et 1876.

### Établissement de la ville
Après la famille Michaud, les familles à s'établir dans les premières années de la ville furent les Amireau, Anderson, Beardsley, Blair, Brown, Clifford, Beckwith, Graham, Graven, Hammond, Hart, Kearney, Kirlin, Morrison, Munroe, Reed, Raymond, Russell et Thompson. Par la suite, la ville vu l'arrivée des Beaulieu, Bell, Bourgoin, Bradley, Burgess, Burpee, Caldwell, Costigan, Crozier, Curless, Curran, Currier, Cyr, Day, Dixon, Estabrook, Etsey, Forbes, Fraser, Glen, Hallett, Hienveu, Howard, Kelly, Kertson, Leclair, Leslie, Lynch, Martin, May, Mazerolle, McCluskey, McCormick, McLaughlin, McLeod, McMillan, McNamus, Merritt, Michaud, Muckler, Mulherin, O'Reagan, Parent, Petit, Poitras, Quigley, Rainsford, Ryan, Saint-Amand, Sirois, Soucie, Stroup, Taylor, Thibodeau, Vasseur, Wade, Watson, West et Wilson. Ces familles avaient donc des origines diverses, des Acadiens et des Canadiens-français, des immigrants britanniques, des Loyalistes, des soldats, des vétérans, etc.
La ville se développa à l'origine sur le bord du fleuve, surtout sur la rue Front. Elle devint également la première rue commerciale. Les maisons étaient à l'origine de mauvaise qualité et construites pièces sur pièces. La première maison ossature de bois fut construite en 1830. La date d'ouverture du premier commerce n'est pas connue, mais la ville comptait plusieurs magasins et hôtels en 1860.

### De la constitution à nos jours
Grand-Sault est constitué en municipalité le 23 avril 1890.
L'électricité est disponible à Grand-Sault dès 1913, lorsqu'une compagnie américaine aménage un barrage sur les chutes de la rivière Aroostook. La centrale hydro-électrique de Grand-Sault est inaugurée par la Saint John River Power Company en 1930. La même année, l'International Paper Company construit une ligne électrique de cette centrale à son usine de Dalhousie. La Caisse populaire de Grand-Sault est fondée en 1943 et celle de Saint-Georges en 1963. La caisse de Saint-Georges est plus tard fusionnées avec celles de Drummond, Notre-Dame-de-Lourdes et Saint-André pour former la Caisse populaire Les Chutes, tandis que celle de Grand-Sault est fusionnée avec celle de Saint-Léonard pour former la Caisse populaire La Vallée. Les deux caisses fusionnent en 2003 pour former la Caisse populaire La Vallée de l'Érable. La Polyvalente Thomas-Albert est fondée en 1969. L'école élémentaire Sacré-Cœur est inaugurée en 1988. L'école John Caldwell ouvre ses portes en 1990.
Grand-Sault est l'une des localités organisatrices du Ve Congrès mondial acadien en 2014.
Le gouvernement local de Grand-Sault est formé le 1er janvier 2023 de la fusion de la ville de Grand-Sault, du village de Drummond, de la communauté rurale de Saint-André, du DSL de la paroisse de Grand-Sault et d'une partie du DSL de la paroisse de Drummond.

## Chronologie municipale
Grand-Sault est l'une des trois villes de la province, avec Fredericton et Saint-Jean, à ne pas faire partie d'une paroisse civile plus grande et ne doit donc pas être confondu avec la paroisse de Grand-Sault, située au sud. La paroisse-ville de Grand-Sault fut créée en 1852 dans le comté de Victoria. La paroisse fut constituée en municipalité en 1896.

## Démographie
(juillet 2016).
Il y avait 5 650 habitants en 2006, soit une baisse de 7,9 % en 10 ans, répartis en 2 380 ménages. L'âge médian est de 43,1 ans, comparativement à 41,5 pour la province. 85,3 % de la population est âgée de plus de 15 ans, comparativement à 83,8 % pour la province. Les femmes représentent 52,3 % de la population, comparativement à 51,3 % pour la province. Chez les plus de 15 ans, 32,5 % sont célibataires, 48,5 % sont mariés, 4,1 % sont séparés, 6,8 % sont divorcés et 8,0 % sont veufs,.
| 1991  | 1996  | 2001  | 2006  | 2011  | 2016  |
| ----- | ----- | ----- | ----- | ----- | ----- |
| 6 083 | 6 133 | 5 858 | 5 650 | 5 706 | 5 326 |

Les autochtones représentent 1,7 % de la population et 1,0% des habitants font partie d'une minorité visible. Les immigrants représentent 2,4 % de la population et 0,2 % des habitants sont des résidents permanents. 0,6 % des habitants ne sont pas citoyens du Canada et 93,5 % sont issus de familles établies au Canada depuis 3 générations ou plus. En date du 16 mai 2006, 87,4 % des gens avaient la même adresse depuis au moins un an mais seulement 61,2 % des gens avaient la même adresse depuis au moins cinq ans.
La langue maternelle est le français chez 83,7 % des habitants, l'anglais chez 15,5 %, les deux langues chez 0,2 % alors que 0,6 % sont allophones. Les deux langues officielles sont comprises par 76,5 % de la population alors que 12,1 % sont unilingues francophones et 5,8 % sont unilingues anglophones. Le français est parlé à la maison par 80,3 % des gens, l'anglais par 18,3 %, les deux langues par 1,1 % et une langue non officielle seule par 0,4 %. Le français est utilisé au travail par 67,8 % des gens, l'anglais par 21,8 % et 10,3 % des travailleurs utilisent les deux langues.
| Évolution des langues maternelles (en %) | Légende                                                         |
| ---------------------------------------- | --------------------------------------------------------------- |
|                                          | - Français - Anglais - Anglais et français - Autre(s) langue(s) |
| Sources,:                                |                                                                 |

Chez les plus de 15 ans, 35,2 % n'ont aucun certificat, diplôme ou grade, 26,8 % ont uniquement un diplôme d'études secondaires ou l'équivalent et 38,0 % détiennent aussi un certificat, un diplôme ou un grade post-secondaire; par comparaison, ces taux s'élèvent à 29,4 %, 26,0 % et 44,6 % au provincial. Parmi la même tranche d'âge, 10,1 % des gens possèdent un diplôme d'un programme court au CCNB ou l'équivalent, 12,5 % détiennent un diplôme d'un programme long au CCNB ou l'équivalent, 4,4 % ont un diplôme ou un certificat universitaire inférieur au baccalauréat et 11,0 % ont un certificat, un diplôme ou un grade universitaire plus élevé. Parmi ces diplômés, 16,8 % sont formés en enseignement, 1,1 % en arts ou en communications, 2,2 % en sciences humaines, 5,9 % en sciences sociales ou en droit, 24,3 % en commerce, en gestion ou en administration, 1,4 % en sciences et technologies, 2,2 % en mathématiques ou en informatique, 20,4 % en architecture, en génie ou dans des domaines connexes, 3,1 % en agriculture, en ressources naturelles ou en conservation, 13,7 % en santé, parcs, récréation ou conditionnement physique, 9,8 % en services personnels, de protection ou de transport et 0,0 % dans d'autres domaines. Les diplômés post-secondaires ont terminé leurs études à l'extérieur du pays dans 2,2 % des cas.

## Économie

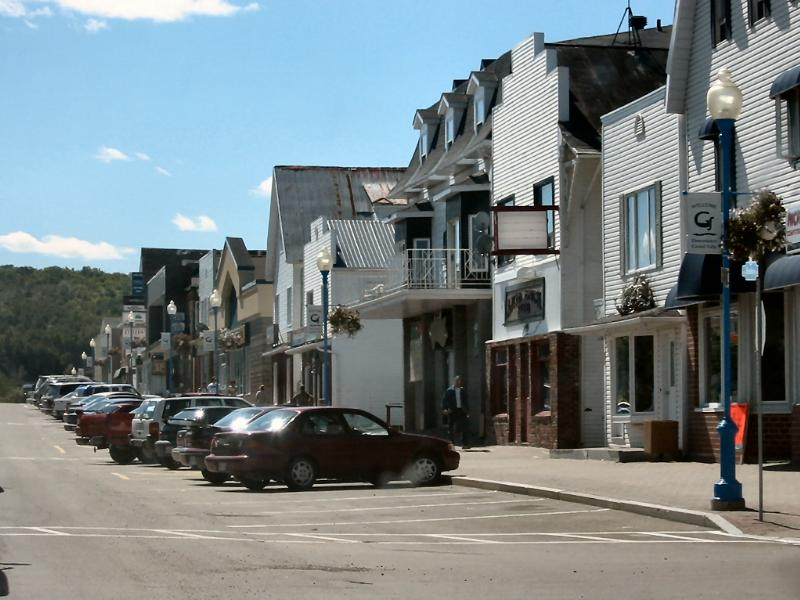
Commerces sur le boulevard Broadway.

### Travail et revenu
Le recensement de 2006 de Statistique Canada fournit aussi des données sur l'économie. Chez les habitants âgés de plus de 15 ans, le taux d'activité était alors de 64,9 %, le taux d'emploi était de 59,8 % et le taux de chômage était de 7,8 %; à titre de comparaison, ceux de la province étaient respectivement de 63,7 %, 57,3 % et 10,0 %.
Chez les personnes âgées de 15 ans et plus, 3 140 ont déclaré des gains et 4 525 ont déclaré un revenu en 2005. 92,2 % avaient aussi déclaré des heures de travail non rémunérées. Le revenu médian s'élevait alors à 20 781 $ avant et à 19 328 $ après impôt, comparativement à la moyenne provinciale de 22 000 $ avant et 20 063 $ après impôt; les femmes gagnaient en moyenne 2 519 $ de moins que les hommes après impôt, soit 16 809 $. En moyenne, 71,6 % du revenu provenait de gains, 17,8 % de transferts gouvernementaux et 10,5 % d'autres sources. 10,8 % de toutes les personnes dans les ménages avaient un faible revenu après impôt, une proportion montant à 14,1 % pour les moins de 18 ans.
Parmi la population active occupée, 5,3 % des gens travaillaient à domicile, aucun ne travaillaient en dehors du pays, 8,6 % étaient sans lieu de travail fixe et 85,9 % avaient un lieu de travail fixe. Parmi les travailleurs ayant un lieu de travail fixe, 69,2 % travaillaient en ville, 7,4 % travaillaient ailleurs dans le comté, 22,2 % travaillaient dans un autre comté et 1,0 % travaillaient dans une autre province.

### Principaux secteurs
En 2006, on dénombrait 5,8 % des emplois dans l'agriculture, la pêche et les autres ressources, 5,2 % dans la construction, 16,2 % dans la fabrication, 1,8 % dans le commerce de gros, 20,0 % dans le commerce de détail, 3,3 % dans la finance et l'immobilier, 9,8 % dans la santé et les services sociaux, 6,0 % dans l'éducation, 13,2 % dans les services de commerce et 1,8 % dans les autres services. La ville comprend, entre autres, une meunerie et une usine de McCain Foods.
Le siège-social de la Caisse populaire La Vallée de l'Érable, membre d'UNI Coopération financière, est situé en ville. La caisse possède sept succursales, a un actif de près de 163 millions $, compte 13 000 membres et emploie 50 personnes.
Entreprise Grand-Sault, membre du Réseau Entreprise, a la responsabilité du développement économique. Grand-Sault est également le siège de la CBDC Victoria Madawaska-Sud.

## Administration

### Conseil municipal
Le conseil municipal est formé d'un maire et de huit conseillers de quartier. La ville est en effet divisée en quartiers Nord et Sud, comptant chacun quatre conseillers, à des fins administratives. Bertrand Beaulieu est élu par acclamation le 28 novembre 2022, et deviendra donc maire de la nouvelle municipalité élargie de Grand-Sault, le 1er janvier 2023.
Anciens conseils municipaux
Un conseil est formé à la suite de l'élection du 12 mai 2008. Le conseil municipal suivant est élu lors de l'élection quadriennale du 14 mai 2012. Le conseil suivant est élu lors de l'élection quadriennale du 10 mai 2016. 
| Mandat      | Fonctions               | Nom(s)                                                           |
| ----------- | ----------------------- | ---------------------------------------------------------------- |
| 2016 - 2020 | Maire                   | Marcel Deschênes                                                 |
| 2016 - 2020 | Conseillers de quartier |                                                                  |
| 2016 - 2020 | Nord                    | Jean-Maurice Gagnon, Michel (Rocky) Ouellette, Renaud Ouellette. |
| 2016 - 2020 | Sud                     | Denise Lagacé Rioux, Rino Long, Jean Rhéal Michaud.              |

| Mandat      | Fonctions               | Nom(s)                                                                                 |
| ----------- | ----------------------- | -------------------------------------------------------------------------------------- |
| 2012 - 2016 | Maire                   | Richard Keely                                                                          |
| 2012 - 2016 | Conseillers de quartier |                                                                                        |
| 2012 - 2016 | Nord                    | Jacques Lafrance, Michel (Rocky) Ouellette, Renaud Ouellette et Arthelin Y. Rossignol. |
| 2012 - 2016 | Sud                     | John Bellefleur, Rino Long, Harry A. Macphail et Jean-Paul (JP) Proulx.                |

| Mandat      | Fonctions               | Nom(s)                                                                              |
| ----------- | ----------------------- | ----------------------------------------------------------------------------------- |
| 2008 - 2012 | Maire                   | Marcel Deschênes                                                                    |
| 2008 - 2012 | Conseillers de quartier |                                                                                     |
| 2008 - 2012 | Nord                    | Lee Chamberland, Jacques Lafrance, Michel (Rocky) Ouellette, Arthelin Y. Rossignol. |
| 2008 - 2012 | Sud                     | Richard J. Keeley, Denise Lagacé Rioux, Rino Long, Daniel Ouellette.                |

| Période                                  | Période  | Identité         | Étiquette | Qualité          |
| ---------------------------------------- | -------- | ---------------- | --------- | ---------------- |
| 196?                                     |          | Everard Daigle   |           | Homme d'affaires |
| 1986                                     | 1987     | Paul Duffie      |           | Avocat           |
| 1987                                     | 1992     | Ron Ouellette    |           | Enseignant       |
| 1992                                     | 2001     | Marcel Deschênes |           |                  |
| 2001                                     | 2004     | Gérald Carroll   |           |                  |
| 2004                                     | 2008     | Paul Duffie      |           | Avocat           |
| 2008                                     | 2012     | Marcel Deschênes |           |                  |
| 2012                                     | en cours | Richard Keely    |           |                  |
| Les données manquantes sont à compléter. |          |                  |           |                  |

### Représentation et tendances politiques
Grand-Sault est membre de l'Union des municipalités du Nouveau-Brunswick et de l'Association francophone des municipalités du Nouveau-Brunswick.
 Nouveau-Brunswick: Grand-Sault fait partie de la circonscription provinciale de Victoria-La Vallée , qui est représentée à l'Assemblée législative du Nouveau-Brunswick par Chuck Chiasson, du parti Liberal du nouveau Brunswick. Il fut élu en 2014.
 Canada: Grand-Sault fait partie de la circonscription électorale fédérale de Tobique—Mactaquac, qui est représentée à la Chambre des communes du Canada par Michael Allen, du Parti conservateur. Il fut élu en 2015.

## Urbanisation

### Éducation
Grand-Sault possède trois écoles publiques francophones faisant partie du district scolaire 3. L'école Marie-Immaculée et l'école Sacré-Cœur accueillent les élèves de la maternelle à la 6e année, tandis que la Polyvalente Thomas-Albert accueille les élèves de la 7e à la 12e année. Cette dernière possède aussi une classe alternative. Les élèves anglophones disposent de l'école publique John Caldwell, qui offre le cours complet de la maternelle à la 12e année et offre un programme d'immersion en français. Cette école fait partie du district scolaire Francophone Nord-Ouest. Grand-Sault était le siège du district scolaire #14 jusqu'à la réforme de 2012.
La ville dispose également d'une bibliothèque, possédant une vaste collection de livres, journaux, films et musique, en plus d'une importante collection généalogique des familles francophones de la région et du Québec.
La Bibliothèque publique de Grand-Sault
La Bibliothèque publique de Grand-Sault est inaugurée en 1949 dans un petit local situé sur le boulevard Broadway, ou se trouve actuellement le Dari Delight. Elle se relocalise ensuite dans l’édifice Lagacé, édifice qui abrite actuellement L.P. Godbout Assurances. En 1972, la bibliothèque change de locaux une troisième fois pour s’installer dans l’immeuble de la Commission d’Énergie, édifice qui abrite actuellement L.P. Durepos Assurances. Elle devient également une composante de la Bibliothèque Régionale du Haut-Saint-Jean. En 1983, la bibliothèque laisse le boulevard Broadway pour aménager dans l’édifice Masonic sur la rue Sheriff.
Depuis janvier 1999, la Bibliothèque publique de Grand-Sault a pignon sur la rue Pleasant dans l’édifice municipal et elle fait toujours partie de la Région de bibliothèques du Haut-Saint-Jean, l’une des cinq régions du Service des bibliothèques publiques du Nouveau-Brunswick.

### Santé
La ville est desservie par l'hôpital général de Grand-Sault, comptant vingt lits, un poste d'Ambulance Nouveau-Brunswick et un foyer de soins agréés, la  Villa des Chutes.

### Autres services publics
Grand-Sault possède sa propre police municipale ainsi qu'un service de pompiers. La ville possède aussi un poste de la Gendarmerie royale du Canada. Il est le siège du district 10, qui regroupe les comtés de Madawaska et de Victoria.
Grand-Sault est le siège d'un tribunal de la Cour provinciale du Nouveau-Brunswick.
Il y a aussi un bureau de poste.

### Médias
Grand-Sault est desservi par le quotidien francophone L'Acadie nouvelle, de Caraquet et le quotidien anglophone Telegraph-Journal, de Saint-Jean. L'hebdomadaire bilingue La Cataracte/Victoria Star est publié en ville. L'hebdomadaire L'Étoile de Dieppe est aussi distribué, ainsi que tri-hebdomadaire Bugle-Observer et l'hebdomadaire Carleton Free Press, tous deux publiés à Woodstock.
La ville possède une station de radio anglophone, CIKX-FM, propriété d'Astral Media. Deux postes francophones d'Edmundston, CJEM-FM et CFAI-FM, possèdent un retransmetteur à Grand-Sault. Radio-Canada diffuse en français et en anglais partout au pays.

### Sport
Un sentier suivant le trajet de l'ancien chemin de fer traverse la ville du nord au sud. Un autre sentier longe les gorges dans le centre-ville. Le club de golf Grand-Sault compte 18 trous. Il y a une marina en amont des chutes.

### Eau, énergie et communications

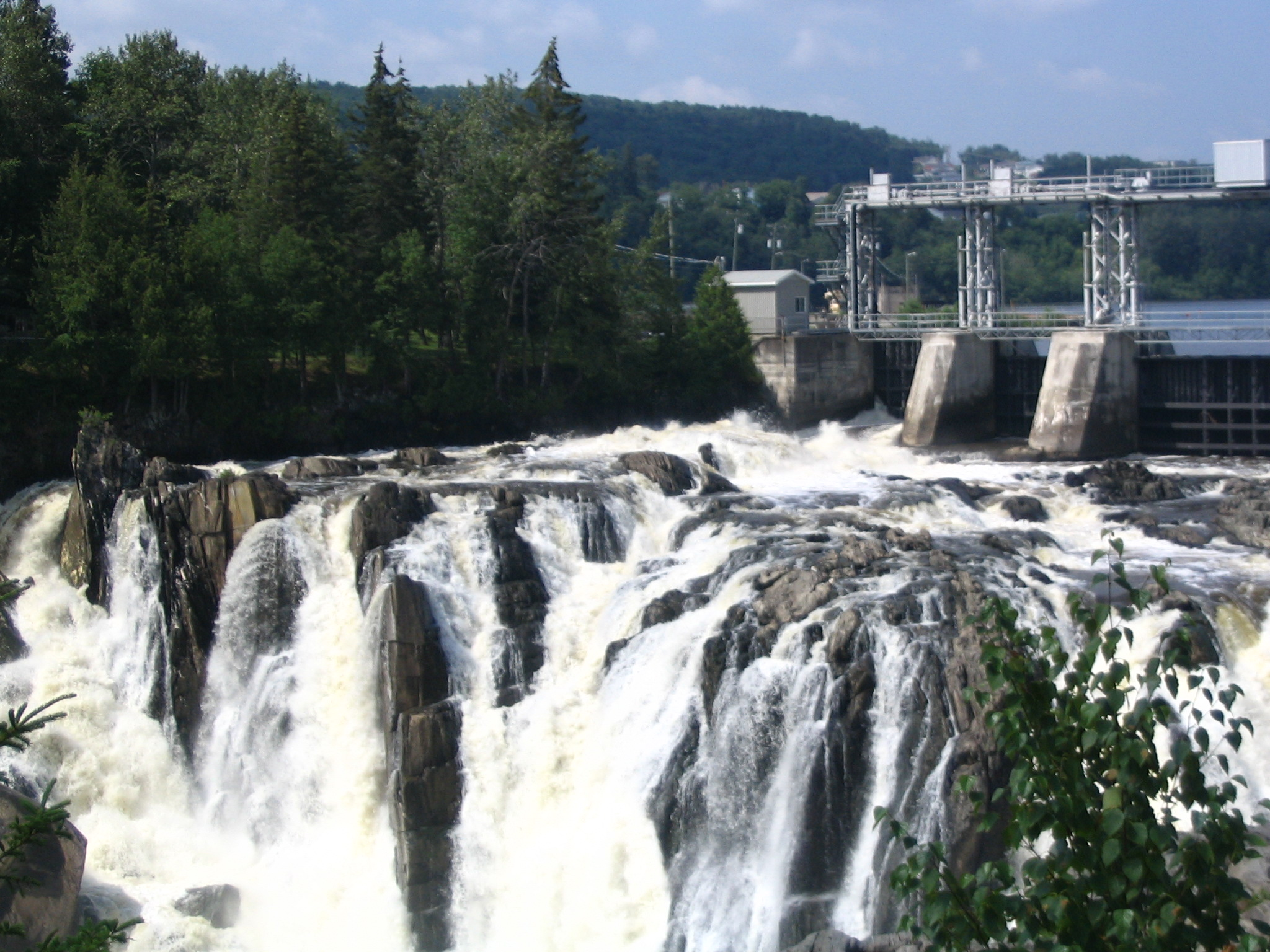
Centrale hydroélectrique de Grand-Sault.

La centrale hydroélectrique de Grand-Sault, opérée par Énergie NB, a une capacité de 66 mégawatts avec ses 4 turbines. Elle fonctionne depuis 1928. Grand-Sault compte aussi un bureau régional d'Énergie NB.

## Culture

### Langues
Selon la Loi sur les langues officielles, Grand-Sault est officiellement francophone puisque moins de 20 % de la population parle l'anglais. Dans la pratique, la ville est principalement bilingue dans la vie publique.

### Personnalités
- John Whitmore Horsman (1888-1976), député à l'Assemblée législative de la Saskatchewan ;
- Gilles Bernier (1955-), homme d'affaires et homme politique, né à Grand-Sault ;
- Benoît Michaud (1902-1949), agriculteur, avocat, enseignant, juge, notaire et homme politique, né à Grand-Sault;
- Yvon Poitras (1948-), homme d'affaires et homme politique, né à Grand-Sault.
- Anick Gagnon, chanteuse canadienne
- Coco Belliveau (1991-), humoriste, comédienne et rappeuse

### Architecture et monuments
L'église All Saints est une église anglicane en bois de style néogothique. Construite en 1850, elle est la première église de la ville. Son architecture est fortement associée aux idées du Révérant Edward S. Medley et de son père l'évêque John Medley, qui souhaitaient un renouveau gothique pour toutes les églises anglicanes de la province.
Cimetière Assomption
Cimetière Assomption (rue du Portage)
Église de l'Assomption
Marché agricole
Fort Carleton
Monument Herby Corbin
Maison Kirkpatrick
Canon Krupp
Centre Malobiannah
Temple maçonnique
Ancien bureau de poste
Cimetière Pine Hill
Magasin Sénéchal
Monument « Sons of Martha »
Église Unie Saint Andrews
Statue de Ron Turcotte et son cheval Secretaria sur le boulevard Brodaway
Le Broadway, couramment appelé le Boulevard, est la rue principale de la ville.
Cimetière Union
Église baptiste unie
Il y a une attraction de bord de route à Grand-Sault: une sculpture représentant Malabeanah.

### Festivals et événements
Le carnaval d'hiver, incluant une compétition de sculpture de glace, est organisé vers la mi-février. Le Symposium d'arts visuels du nord-ouest du Nouveau-Brunswick et le Festival du Rire sont organisés au début mai. Le tirage de camions et tracteurs est organisé à la fin juin. Le Festival régional de la patate dure une semaine vers le début juillet, ce qui inclut une parade et un concours de la reine de la patate. Le Festibière est organisé vers la fin septembre.

### Grand-Sault dans la culture
Une scène du film Acadieman vs le CMA 2009 se passe aux chutes d'eau.